# Saravane
Saravane (tiếng Lào: ສາລະວັນ, phiên âm: Xa-la-van) là một tỉnh ở phía nam Lào. Trước đây tỉnh có tên gọi là Saravan sau này bị người Thái đổi thành Salavan vào năm 1828. Nó từng là một phần đất thuộc Vương quốc Champasak, khi đó gọi là Muang Mang, là nơi sinh sống của các tộc người Mon-Khmer.
Salavan có tổng diện tích là 16.389 km². Tỉnh tiếp giáp với tỉnh Savannakhet ở phía bắc, tỉnh Quảng Trị và thành phố Huế của Việt Nam ở phía đông, tỉnh Xekong ở phía đông nam, tỉnh Champasak về phía nam và tỉnh Ubon Ratchathani của Thái Lan phía tây. Khu vực trung tâm của tỉnh nằm trên Cao nguyên Bolaven, đây là khu nông nghiệp trọng điểm với cà phê Arabica là cây trồng trọng điểm. Khu vực phía tây của tỉnh Salavan được giới hạn bởi sông Mê Kông trong khi đó phía nam được phân định bởi đường biên giới Việt Lào.

## Lịch sử
Cách đây khoảng 1.500 năm, một nhóm người Mon-Khmer, dân tộc Khom đã thành lập các khu dân cư tập trung ở tỉnh Salavan hiện nay. Nó được cai trị bởi Vua Champa sau khi người Chăm di cư từ Nam Trung Quốc đến lãnh thổ này. Nhiều vương quốc kết hợp với Lan Xang dưới thời vua Fa Ngum năm 1353. Từ năm 1779 đến năm 1893, tỉnh này là thuộc địa của người Thái. Sau chiến tranh Xiêm-Pháp và Hiệp ước Pháp-Xiêm được ký ngày 3 tháng 10 năm 1893, nó đã trở thành dưới chế độ bảo hộ của Pháp. Tỉnh này có 8 huyện và 715 làng sau khi giải phóng năm 1975.
Trong cuộc chiến tranh Đông Dương, thị xã Salavan đã bị cướp bóc nhiều lần khi sự kiểm soát của nó thường xuyên thay đổi giữa Lực lượng Hoàng gia và quân đội Pathet Lào. Sau đó các tòa nhà điều hành được xây dựng lại bằng gạch và gỗ xẻ; ngoài ra còn có một số tòa nhà cũ còn sót lại sau chiến tranh.

## Địa lý
Tỉnh Salavan có diện tích 16.389 km2. Tỉnh tiếp giáp tỉnh Savannakhet về phía bắc, phía đông giáp Việt Nam, phía tây nam của tỉnh Xekong, phía nam giáp tỉnh Champasak, phía nam giáp Thái Lan. Các khu dân cư tập trung chính trong tỉnh bao gồm Salavan, Muang Khongxedone, Ban Tha Kien, Ban D'Hon, Ban Phou Daotleng Noi, Ban La Khone Pheng, Ban Laongam, Ban Dong, Ban Lavang, Ban Nongbua, Ban Khanmakgnot, Ban Yon, Man Donmouang, Ban Napho, Ban Proy, Ban Tang-Un Tai, Choiavieng, Ban Ralao, Ban Kanay, Tavouc, Tala và A Boum.
Thị xã Saravan, thủ phủ của tỉnh, nằm trên một nhánh Sông Se Don, chảy qua tỉnh và cuối cùng đổ vào sông Mê Công tại thành phố Pakse. Thị xã đóng vai trò là một trung tâm thương mại để cung cấp hàng hoá cho các huyện trên địa bàn của tỉnh. Thị xã cũng là trung tâm hành chính, kinh tế, văn hoá của tỉnh. Sau những thiệt hại lớn gây ra cho thị xã trong cuộc chiến Đông Dương năm 1971, nó đã được xây dựng lại theo các khái niệm quy hoạch đô thị kiểu mới. Hai tòa nhà với kiến trúc thuộc địa Pháp vẫn còn tồn tại ở đây. Chợ trung tâm trong thị xã khá sầm uất.
Hồ Nang Bua, cách thị xã 15 km, là nơi bắt nguồn của Sông Se Don. Hồ có một vài con cá sấu Xiêm ("Khai" theo tiếng Lào). Gần đó là một ngọn núi, Phu Katae, với độ cao 1.588m, là nơi phi đoàn bay của CIA đã từng hoạt động.
Nguồn gốc địa chất của tỉnh là nham thạch với núi và thung lũng rộng. Vùng trung tâm của tỉnh nằm ở Cao nguyên Bolaven, là vùng nông nghiệp chủ lực nơi cà phê Arabica là loại cây trồng mang lại lợi nhuận cao và các sản phẩm canh tác phục vụ xuất khẩu khác. Phần phía tây của tỉnh Salavan được phân cách bởi sông Mê Công trong khi phần phía đông được giới hạn bởi biên giới Lào-Việt. Ngoài Cao nguyên Bolaven và sông Mê Công, địa hình bao gồm đồng bằng và vùng núi gần biên giới với Việt Nam.
Việc tiếp cận với các huyện trong tỉnh rất khó khăn, vì mạng lưới đường bộ chưa hoàn thiện, đặc biệt vào mùa mưa.

## Khu bảo tồn
Khu Tràm Chim Quan Trọng Xe Xap (IBA), vượt qua ranh giới của nó, chồng lấn vào Khu Bảo tồn Đa dạng Sinh học Quốc gia Xê Xap (NBCA) (113.000 ha). IBA này nằm trên địa phận của hai tỉnh, Salavan và Sekong. Nó có diện tích 137.120 ha, và nằm ở độ cao 400m-2.100m. Môi trường sống bao gồm rừng xanh khô, rừng thông, rừng nửa rụng lá, rừng trên núi và đồng cỏ. Có hai loài cây hạt kín được ghi nhận: Fokienia hodginsii và Pinus dalatensis. Các loài chim phổ biến là Blyth's kingfisher (Alcedo hercules), yellow-billed nuthatch (Sitta solangiae), và crested argus (Rheinardia ocellata). Đây cũng là nơi sinh sống của một số loài động vật có vú trong đó có hai loài linh trưởng và một loài rùa.
Tràm chim Quan trọng Kênh Mê Công từ Phouxiang Thong đến Siphandon (IBA) có diện tích 34.200 ha. Trong đó có 10.000 ha thuộc địa phận Khu Bảo tồn Quốc gia Phou Xieng Thong (NBCA này có quy mô 120.000 ha). IBA này nằm trên địa phận hai tỉnh, Salavan và Champasak. Độ cao của IBA là từ 40m-50m so với mực nước biển. Địa hình của nó được đặc trưng bởi các khối đất, các khối đá, các hòn đảo đá, các bãi cát bị ngập nước theo mùa, các đảo thực vật thấp, các bãi cát bồi, và các dải cát. Loài chim đặc trưng làm tổ ở đây là little tern (Sternula albifrons); ngoài ra còn có small pratincole (Glareola lactea), river lapwing (Vanellus duvaucelii), wire-tailed swallow (Hirundo smithii), và River tern (Sterna aurantia).
Tràm chim Quan trọng Phou Xiang Thong IBA (rộng 36.650 ha) nằm gọn trong khu NBCA Phou Xiengthong (120,000 ha). Tràm chim này nằm trên địa phận hai tỉnh Salavan và Champasak. Nó nằm ở độ cao từ 40m-500m so với mực nước biển. Địa hình của nó được đặc trưng bởi đồi thấp, vùng đất thấp, sông ngòi, và suối theo mùa. Môi trường sống của nó bao gồm rừng nhiệt đới khô lá rụng, rừng nhiệt đới rậm lá rụng, rừng nhiệt đới bán xanh thưa, rừng lá rụng xen kẽ, rừng cây khô, và đá vôi. Loài chim đặc trưng gồm Siamese fireback (Lophura diardi), red-collared woodpecker (Picus rabieri), green peafowl (Pavo muticus), và grey-faced tit babbler (Macronous kelleyi).
Khu bảo tồn Sông Xe Bang Nouan (XBN) được thành lập ngày 29 tháng 10 năm 1993 với diện tích 1.260km2, trải dài qua các tỉnh Salavan và Savanakhet. Địa hình khu bảo tồn nằm ở độ cao từ 200m đến 1.000m; là các dải đất phằng hoặc hơi nhấp nhô với độ cao dưới 400m ở phía bắc và nam của sông Bang Nouan; phần trung tâm sông chảy qua các hẻm núi; phía đông của những ngọn đồi là thung lũng rộng của dòng sông. Các loại khu rừng chủ yếu là rừng xanh, rừng cây họ khô, rừng lá rụng lâu năm và các loại rừng tự nhiên khác, và khoảng 87% diện tích của khu bảo tồn là rừng. Các sản phẩm rừng gồm nhựa thông, cá và sticklac bị khai thác bởi người dân tộc sống trong khu bảo tồn giúp cải thiện kinh tế; họ cũng có chăn nuôi và canh tác nương rẫy.

## Các khu vực hành chính
Tỉnh được tạo lập bởi tám đơn vị hành chính cấp huyện gồm:
| Bản đồ | Mã           | Tên tiếng Việt | Tên tiếng Lào |
| ------ | ------------ | -------------- | ------------- |
|        |              |                |               |
| 14-01  | Saravane     | ສາລະວັນ         |               |
| 14-02  | Ta Oy        | ຕະໂອ້ຍ          |               |
| 14-03  | Toumlane     | ຕຸ້ມລານ          |               |
| 14-04  | Lakhonepheng | ລະຄອນເພັງ       |               |
| 14-05  | Vapy         | ວາປີ            |               |
| 14-06  | Khongxedone  | ຄົງເຊໂດນ        |               |
| 14-07  | Lao Ngam     | ເລົ່າງາມ         |               |
| 14-08  | Sa Mouay     | ສະໝ້ວຍ          |               |

## Dân cư
Theo kết quả điều tra năm 2015, tổng dân số của tỉnh là 300.000 người, sinh sống tại tám huyện.

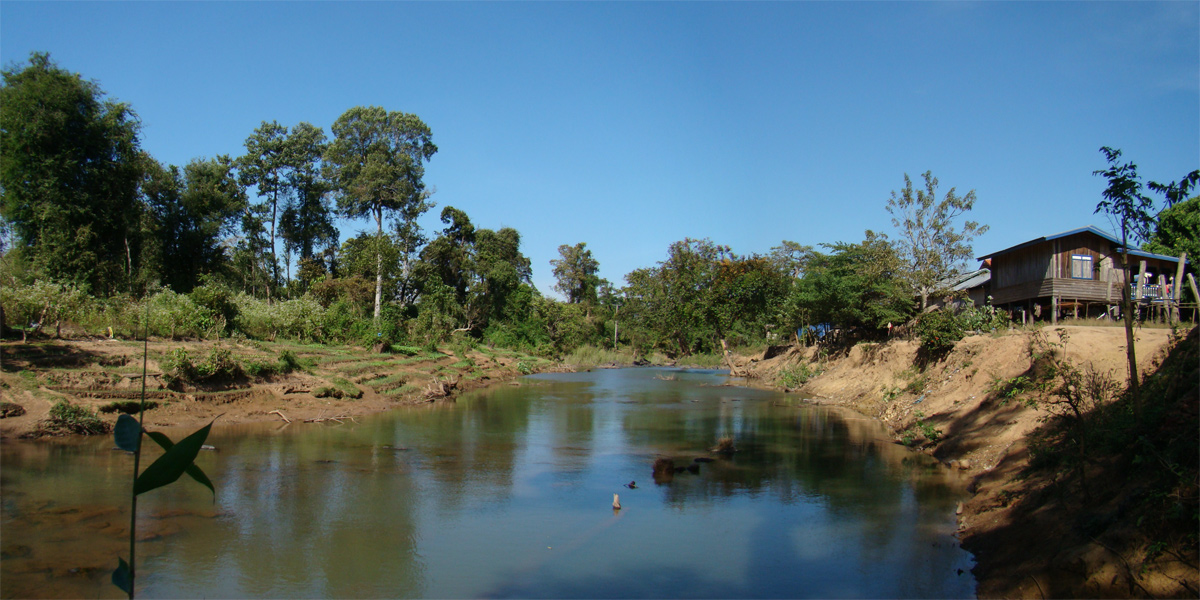
Bản Houay Lanong của người Tà Ôi
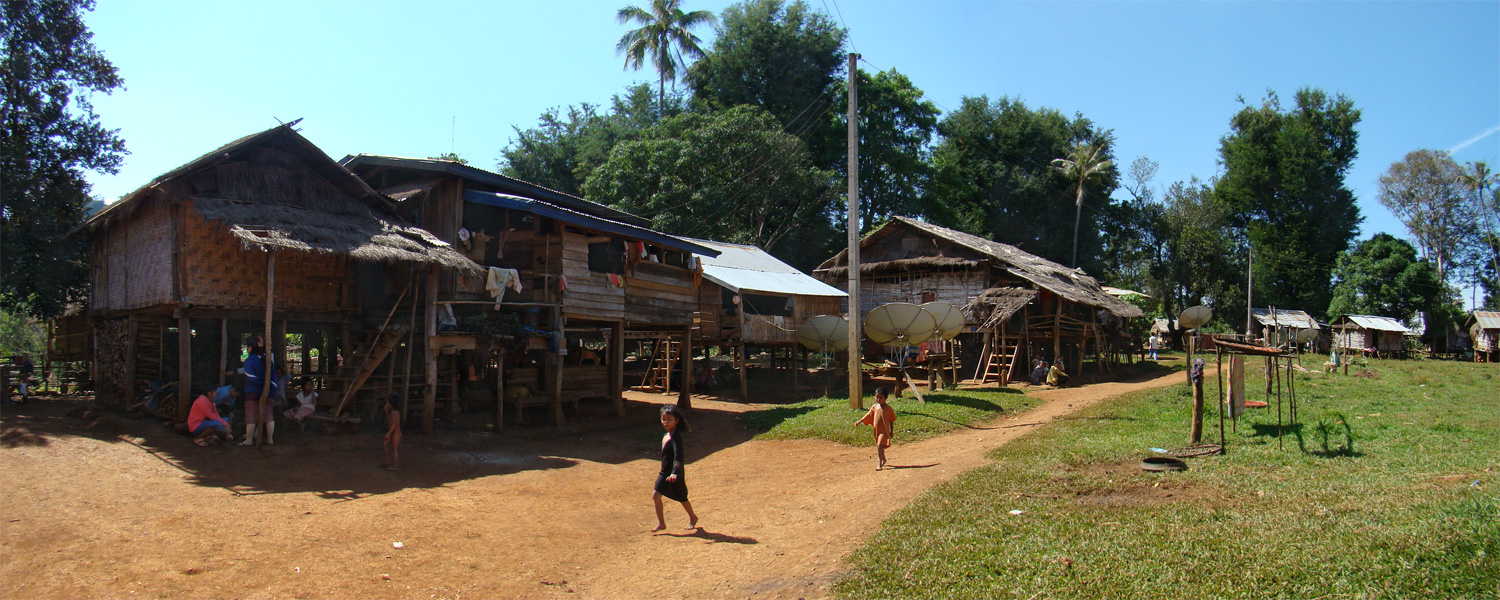
Bản Khiang Tadsoung của người Alak

## Kinh tế
Tỉnh Salavan là một trong những tỉnh sản xuất cà phê lớn nhất của Lào, cùng với tỉnh Champasak và tỉnh Sekong. Cà phê Arabica và cà phê hạt, trồng trên Cao nguyên Bolaven, là sản phẩm có doanh thu xuất khẩu lớn, cũng có thể mua các sản phẩm này tại các làng dọc theo các tuyến đường chính.

## Danh thắng
Làng Katang ở huyện Toumlane nổi tiếng với nghề dệt lụa. Lễ hội Lapup ở đây được tổ chức vào cuối tháng hai, những con trâu bị giết để tế thần linh. Do đó, lễ hội còn được gọi là Hội đâm trâu của người Katu và Alak. Ngôi làng nằm trên đường mòn Hồ Chí Minh nơi có các vật phát nổ UXOs còn lại nhiều và là mối đe dọa cho sự an toàn của người dân. Tuy nhiên, người ta vẫn thu nhặt các hiện vật chiến tranh rồi đem bán chúng.
Thị trấn Ta Oy là nơi các nhóm dân tộc Tà Ôi cư ngụ; dân tộc này có khoảng 30.000 người. Văn hoá của họ đặc trưng bởi shamanistic rituals kết hợp với vật linh. Trong các lễ hội, người dân trong thị trấn xây dựng những chiếc tom dưới dạng viên kim cương để cảnh báo cho những người bên ngoài không được tiến vào thị trấn. Nhiều lần người ta nhìn thấy hổ đi vào trong khu vực thị trấn, vì vậy người dân thường ở trong nhà vào ban đêm.
Sông Tatlo trên Cao nguyên Bolaven nổi tiếng với các ngôi làng người Katu và người Alak cũng như Thác Tatlo.

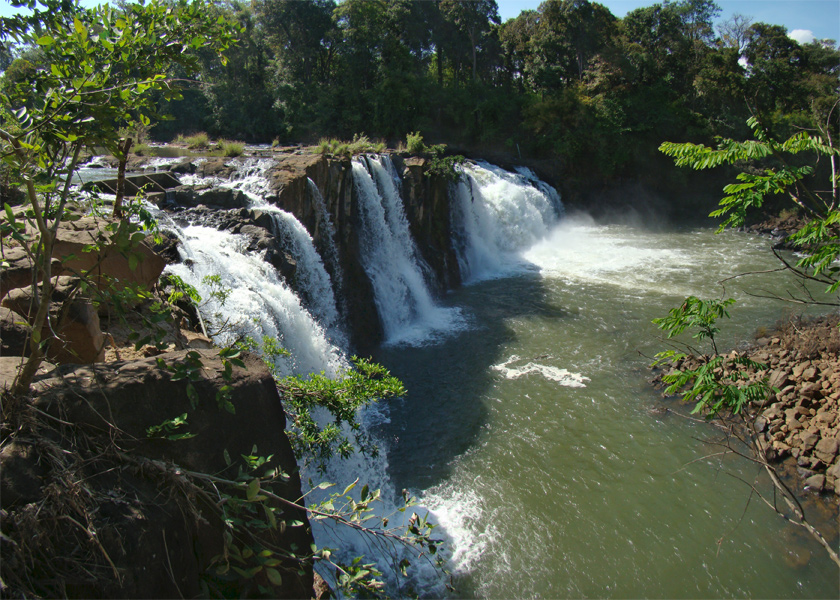
Thác Tatlo
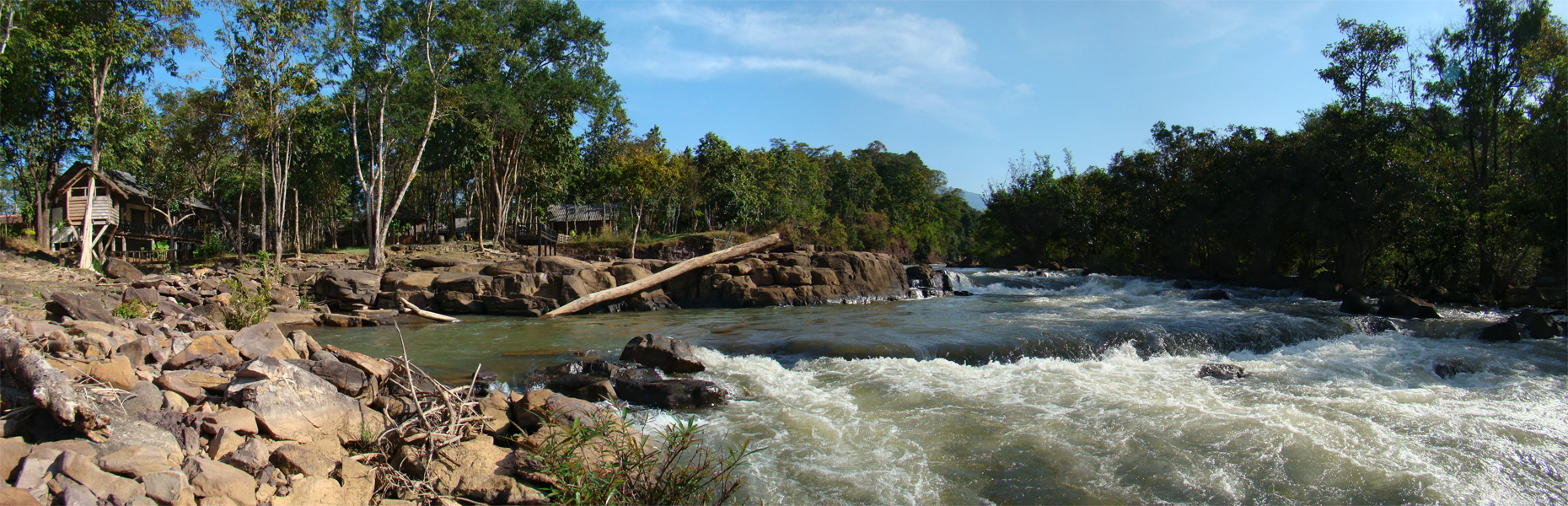
Dòng chảy phía dưới Thác Tatlo
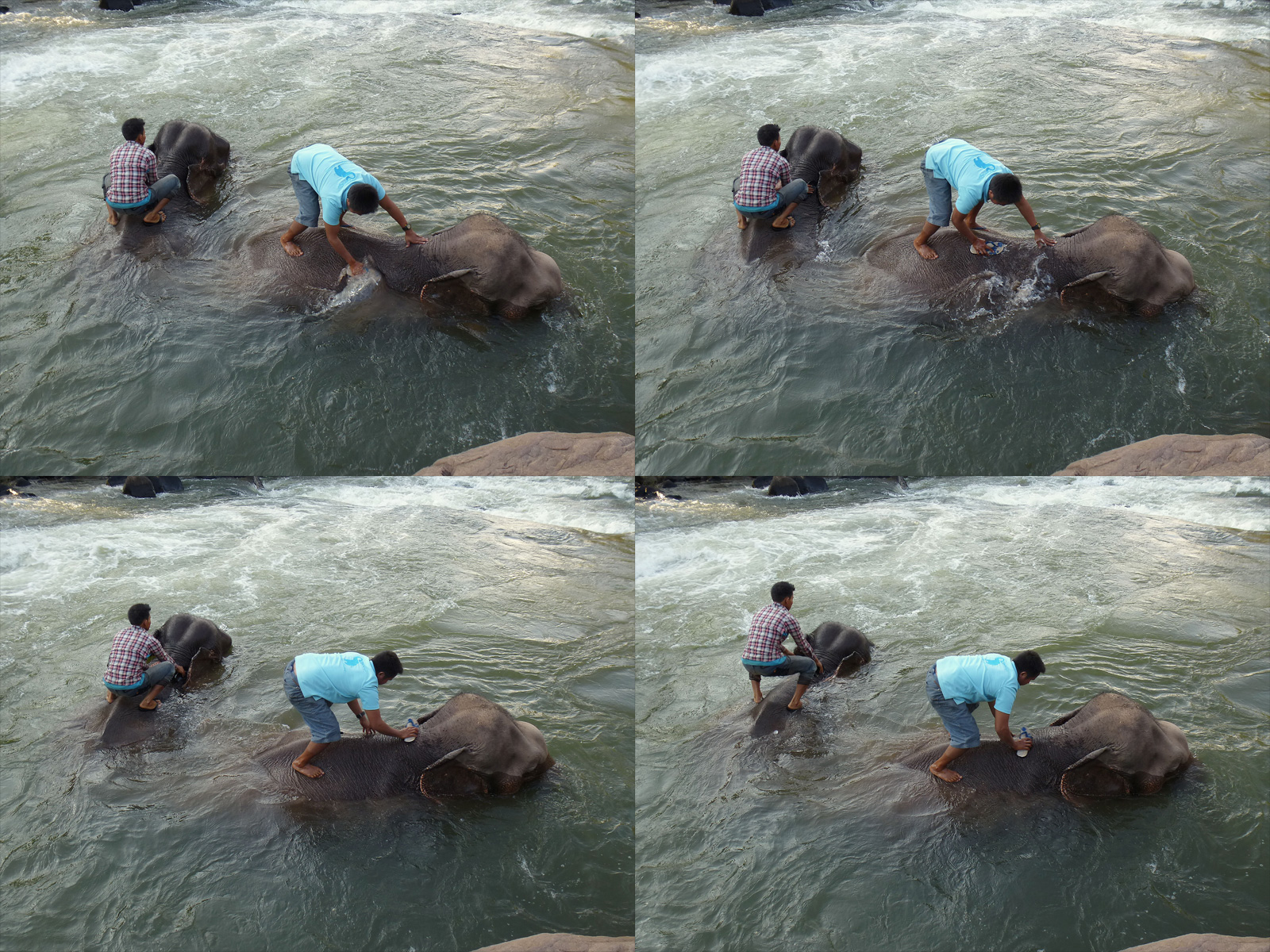
Tắm cho voi trên Sông Tatlo

## Văn hóa
Lăm vông Saravane là một bài dân ca Tiếng Lào nổi tiếng sáng tác theo phong cách Mon-Khmer. Nó kết hợp các loại nhạc cụ gồm trống, đàn, sáo, kèn và các nhạc cụ gõ khác. Một số trạm phát truyền hình được lắp đặt tại Salavan. Đài truyền hình quốc gia Lào phát sóng kênh TNL1 (từ Viêng Chăn, và TNL3 (từ Viêng Chăn). Salavan Media phát sóng bốn kênh quốc gia TV-Veritas Kênh 1, Kênh TV-Veritas 2, Kênh TV-Veritas 3 và Kênh TV-Veritas 4.

### Tra cứu
- Bush, Austin; Elliot, Mark; Ray, Nick (ngày 1 tháng 12 năm 2010). Laos 7. Lonely Planet. tr. 298–. ISBN 978-1-74179-153-2.
- Miller, Terry E.; Williams, Sean (2008). Southeast Asian Music. Psychology Press. tr. 189–. ISBN 978-0-415-96075-5.